# Вільянівка
Вільянівка — колишній населений пункт Компаніївського району Кіровоградської області.

## Стислі відомості
Входило до складу Нечаївської волості.
Підпорядковувалося Гарманівській сільській раді.
В часі штучного винищення населення 1932—1933 років голодною смертю помирали мешканці села; кількість не встановлена.
В 1980-х роках у селі проживало 20 людей
Зняте з обліку 2004 року.
Станом на 2019 рік — урочище.

## Населення
Згідно з переписом УРСР 1989 року чисельність наявного населення села становила 36 осіб, з яких 24 чоловіки та 12 жінок.
За переписом населення України 2001 року в селі мешкали 3 особи. 100 % населення вказало своєю рідною мовою українську мову.